# カルドン
カルドン（英語: Cardoon、学名：Cynara cardunculus）は、地中海地方に自生するキク科チョウセンアザミ属の植物である。古代から食用として栽培化されてきた。

## 概要

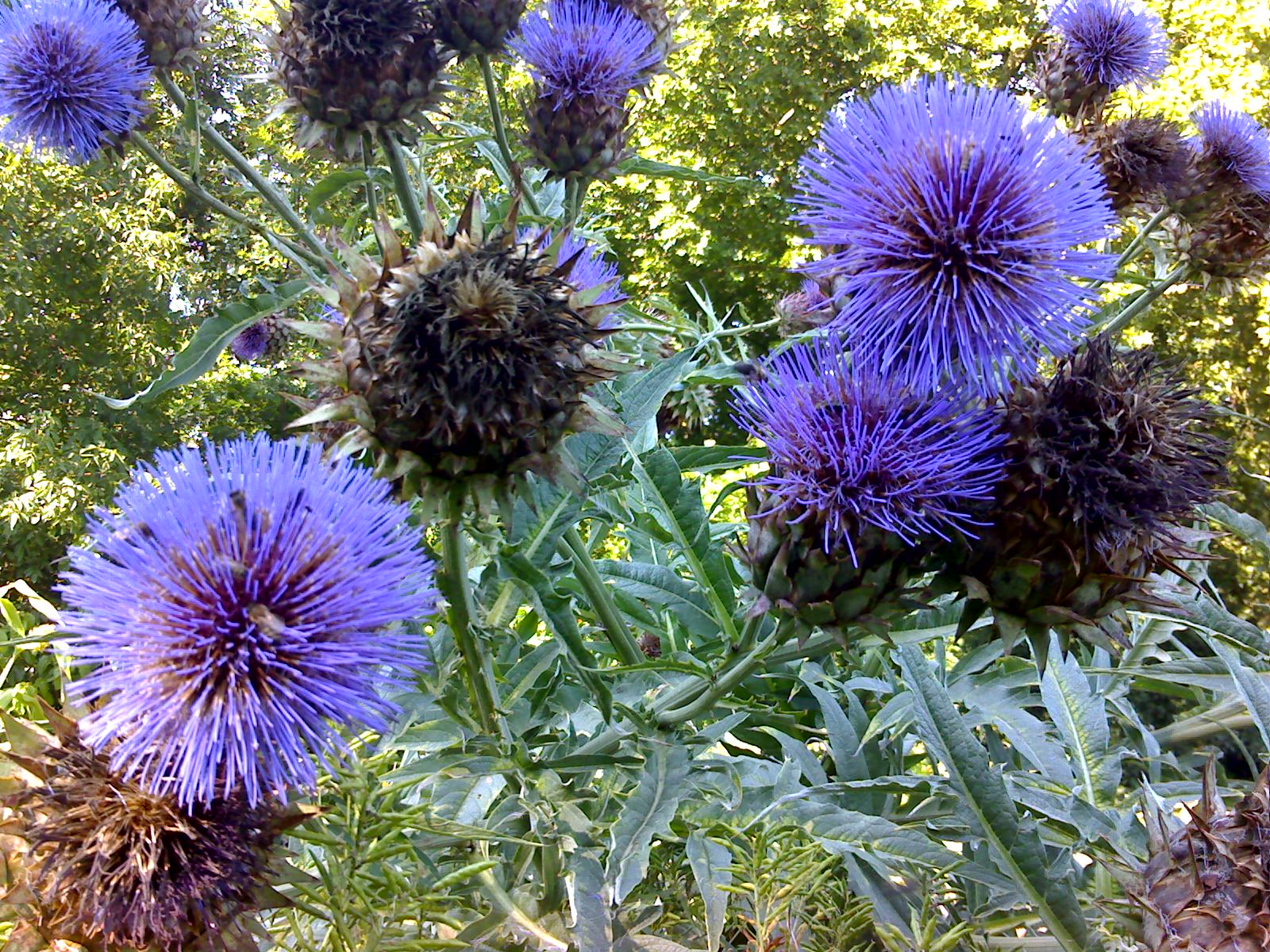
カルドンの花

カルドンについての最初の記述は、紀元前4世紀のギリシアの作家テオプラストスに遡る。カルドンは古代ギリシアや古代ローマの料理でよく用いられていた。中世や近代初期のヨーロッパでもよく用いられ、アメリカ植民地などで栽培されたが、19世紀後半頃から流行しなくなってきた。ヨーロッパでは、カルドンはフランスのプロヴァンスやイタリアなどで栽培されている。ジェノヴァには、ユグノーの難民が1685年に持ち込み、特にこの地域のカーディが調理に用いられている。
カルドンの茎は、小さくてほとんど目に見えないとげに覆われており、皮膚に触れると痛い。そのため、とげのない品種もいくつか作られているが、やはり取り扱いには注意が求められる。
カルドンの生育には、寒い期間が約5か月と長く求められるが、霜に対しては弱い。また、1株あたり十分な生育空間が必要である。
カルドンはかなり侵略的な外来種であり、乾燥にも適応できる。アルゼンチンのパンパやカリフォルニア州では主要な雑草となっている。また、オーストラリアでも雑草と見なされている。

## 食用

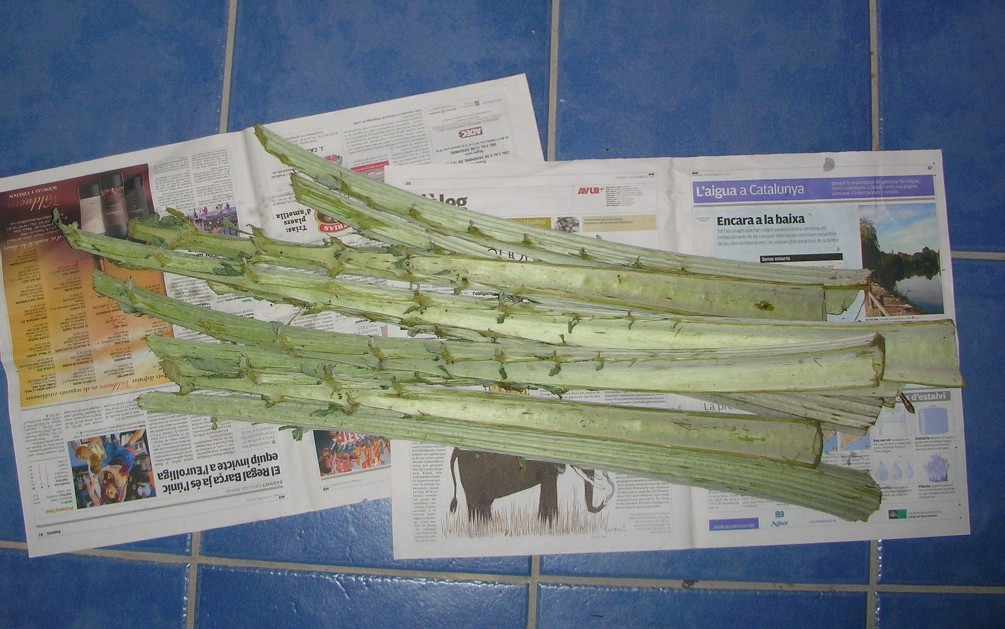
調理前のカルドン

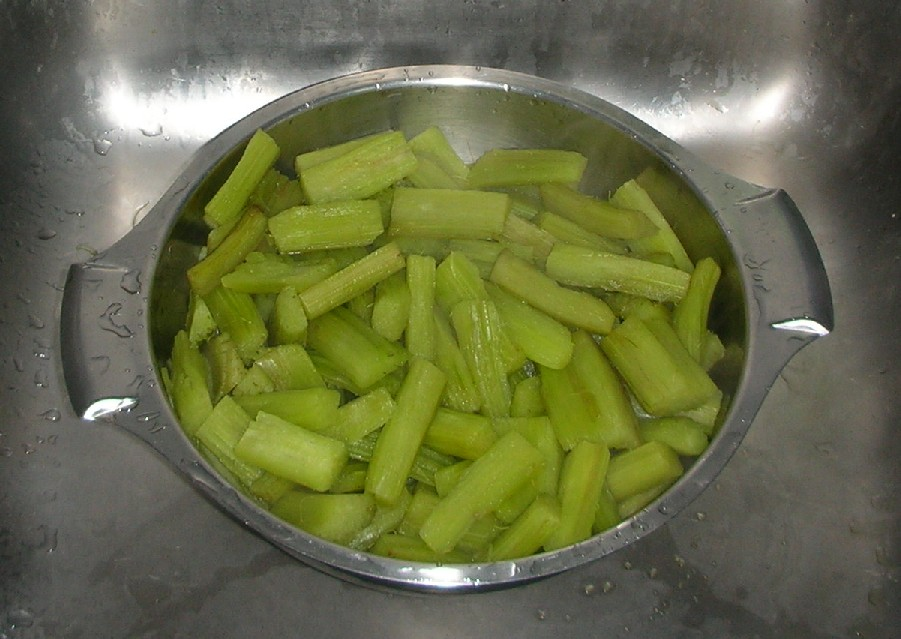
茹でたカルドン

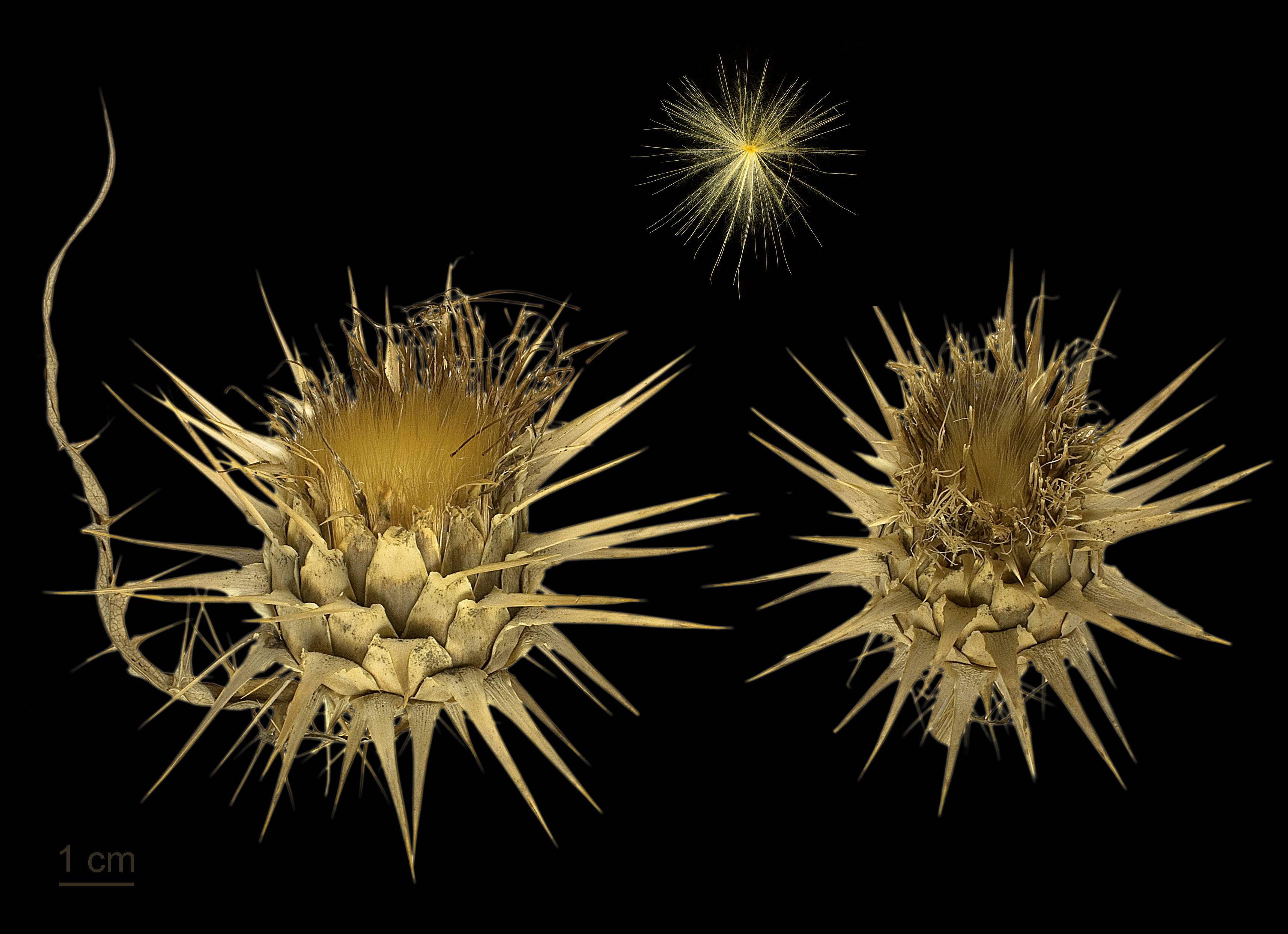
カルドン

アーティチョークのようにつぼみも食べることができるが、それ以上に蒸し煮にした茎がよく食べられる。茎は大きなセロリに似ており、アーティチョークに似た風味がある。衣を付けて揚げると、ニューオーリンズで聖ヨセフの日に食べられる伝統料理になる。また、主根も茹でて冷ましてから食べられる。
カルドンは、冬期間のみ手に入る。アメリカ合衆国では小売店であまり売られていないが、5月から7月にかけて市場で入手できる。評価の高いシェフであるマリオ・バターリは最も好きな野菜としてカルドンを挙げ、「とてもセクシーな風味を持つ」と語っている。
カルドンは、肉と野菜を時間をかけて肉の出汁で煮たスペインの国民食であるコシード・マドリレーニョの材料としても使われる。
イタリアのアブルッツォ州では、クリスマスのランチは伝統的にカルドンをラムのミートボールとともにチキンの出汁で煮たスープで始まる。これにはスクランブルエッグのほか、揚げたレバーやハツを加えることもある。

## その他の利用
カルドンに含まれる酵素はチーズの製造にも利用される。ポルトガルでは伝統的にカードの凝固剤としてカルドン由来のレンネットが用いられる。これにより、ニーザなどのチーズには、フルボディのワインや酒精強化ワインとよく合う、特有の土臭く若干柑橘系の香りがつく。
近年では、カルドンはバイオディーゼルの原料として注目を集めている。カルドンの種子から抽出される油はアーティチョーク油と呼ばれ、成分や用法がサフラワー油やひまわり油と類似している。